# Herophydrus sudanensis
Herophydrus sudanensis är en skalbaggsart som beskrevs av Guignot 1952. Herophydrus sudanensis ingår i släktet Herophydrus och familjen dykare. Inga underarter finns listade i Catalogue of Life.